# Gran Conca Artesiana

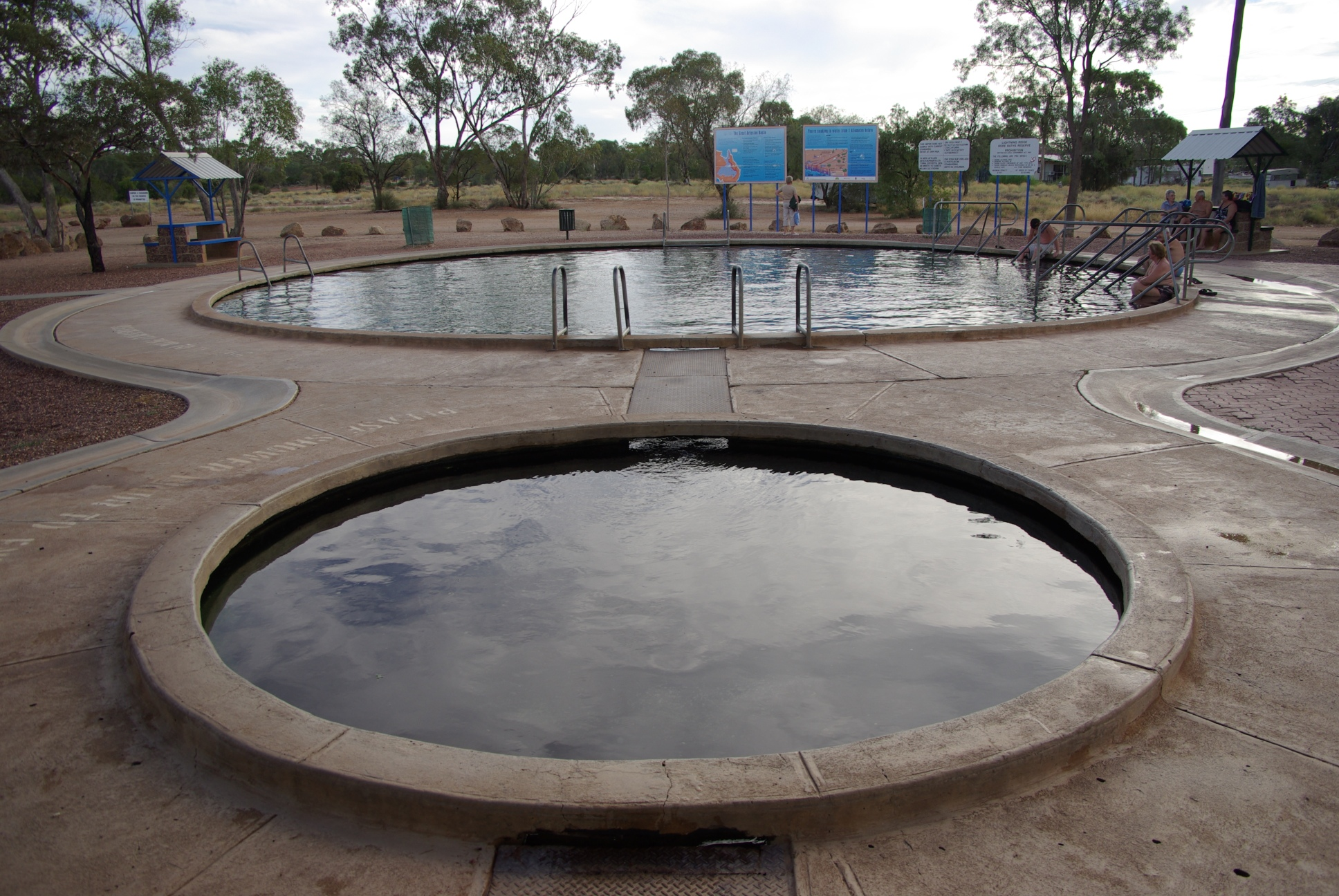
Termes de Lightning Ridge, Nova Gal·les del Sud, amb aigua de la Gran conca artesiana

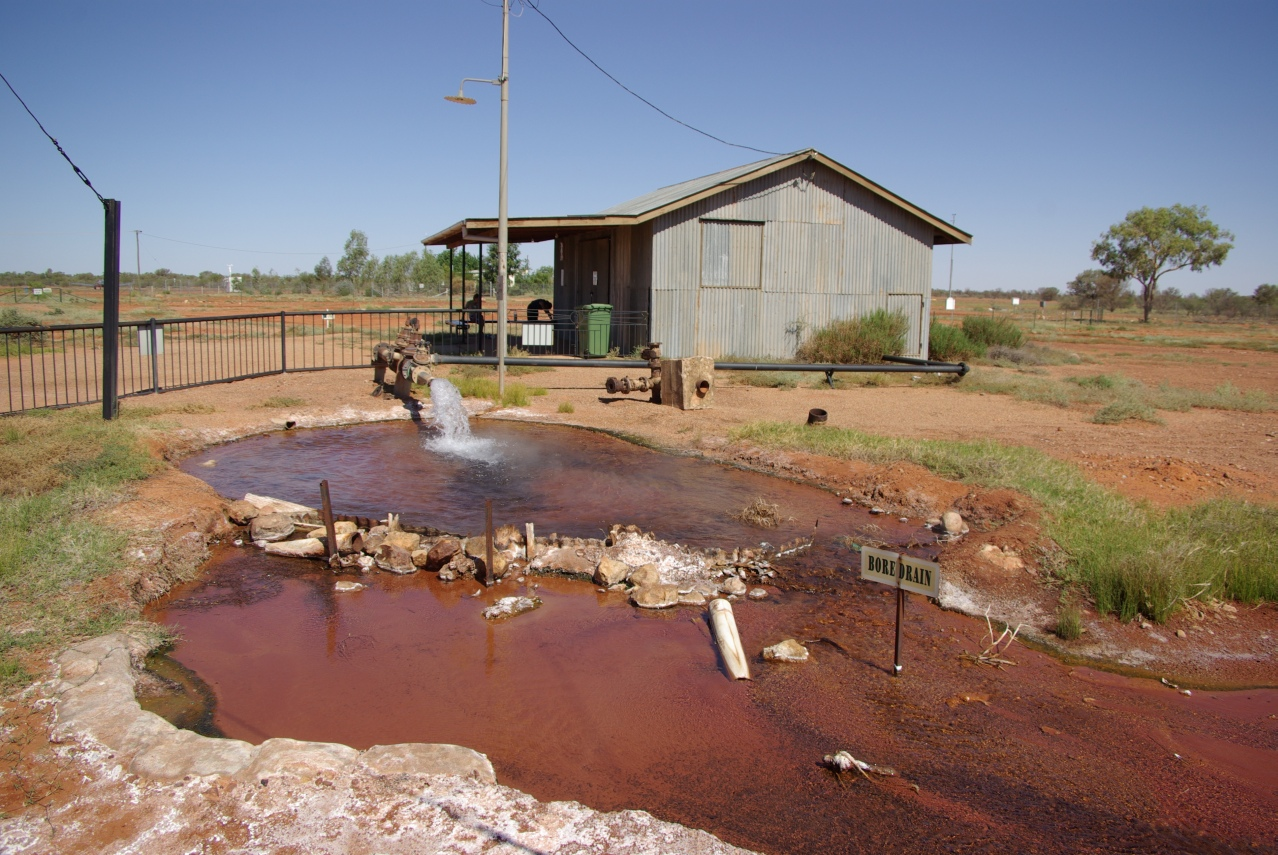
Pou d'aigua calenta a Thargomindah, Queensland

La Gran Conca Artesiana (en anglès: Great Artesian Basin) és l'únic recurs important d'aigua dolça per a gran part de l'interior d'Austràlia. Aquesta conca és l'aqüífer artesià més gran i profund del món; s'estén per un 1,7 milions de km² i les seves temperatures oscil·len entre els 30 °C a 100 °C. Abraça un 23% del continent, incloent-hi gran part de l'estat de Queensland, sud-est del Territori del Nord, nord-est d'Austràlia del Sud, i nord de Nova Gal·les del Sud. La conca fa 3.000 m de fondària en alguns llocs i s'estima que conté uns 64.900 km3 d'aigua subterrània. El comitè GABCC (Great Artesian Basin Coordinating Committee) coordina l'activitat entre els diferents nivells organitzatius de la conca.

## Geologia
Es va formar en el període Triàsic, Juràssic, i principi del Cretaci. Una capa de pedra sorrenca va quedar coberta per sdiments marins, que van formar una capa confinada que atrapà l'aigua.